# Boris de Fast
Pour les articles homonymes, voir Fast (homonymie).
Boris Fastovitch, dit Boris de Fast, né le 6 juin 1891 à Théodosie (Crimée) et mort le 1er février 1973 à Paris 14e, est un acteur, scénariste, monteur et maquilleur français d'origine russe.
Il est le frère de l'acteur, monteur, scénariste et réalisateur Victor de Fast et de l'actrice Nathalie Kovanko (1899-1967) épouse du réalisateur Victor Tourjanski.

## Biographie
Boris de Fast naquit en Ukraine dans une famille de comédiens. Il dirigea la troupe de théâtre familial jusqu'en 1921 date à laquelle il quitta la Russie après la Révolution d'Octobre. Avec ses frère et sœur et le mari de celle-ci, il s'embarque sur la mer Noire à Yalta, ville dans laquelle ils résidaient, et passent par Constantinople puis Athènes et l'Italie avant de gagner la France.
Installé à Paris, Boris de Fast fit une carrière diversifiée dans le cinéma. Il devint d'abord acteur, puis scénariste, assistant réalisateur, monteur, et finit comme maquilleur. Il collabora aux films de son beau-frère Victor Tourjanski qui l'embaucha comme acteur, comme scénariste et comme assistant-réalisateur. Par la suite, il ne joua plus, et se tourna vers le montage puis le maquillage pendant et après la Seconde Guerre mondiale.
C'est précisément à cause de son travail de maquilleur qu'il est suspendu de ses fonctions sans traitement pendant un an de septembre 1945 à septembre 1946 par le Préfet de Police de Paris dans le cadre de l'épuration dans les entreprises.

## Filmographie

### Acteur
- 1924 : La Dame masquée (en) / La Femme masquée de Victor Tourjanski : Robin
- 1925 : Le Prince charmant de Victor Tourjanski
- 1926 : Michel Strogoff de Victor Tourjanski : Feofar Khan
- 1927 : En plongée de Jacques Robert : John[6]
- 1927 : Napoléon d'Abel Gance : l'OEil vert
- 1927 : Le Joueur d’échecs de Raymond Bernard
- 1928 : Princesse Masha de René Leprince : Tzerem Lama
- 1928 : La Madone des sleepings de Marco de Gastyne et Maurice Gleize : Varichkine[7]
- 1928 : Tempête (Tempest) de Viktor Tourjanski, Sam Taylor et Lewis Milestone : le colporteur[8]
- 1928 : Soirs d'orage (The Woman Disputed) de Sam Taylor et Henry King
- 1928 : Volga ! Volga ! (Wolga Wolga) de Victor Tourjanski : Iwaschka[9]
- 1929 : Diane / Die Geschichte einer Pariserin d'Erich Waschneck
- 1929 : Manolesco, prince des sleepings (Manolescu, der König der Hochstapler) de Victor Tourjanski
- 1929 : Le Navire des hommes perdus (Das Shiff der verlorenen Menschen) de Maurice Tourneur : le marin tatoué
- 1929 : Terre sans femmes (Das Land ohne Frauen) de Carmine Gallone[10]
- 1930 : La Femme d'une nuit de Marcel L'Herbier : le portier lystrien
- 1930 : Catherine de Russie / La Vie aventureuse de Catherine Ire (Spielereien einer Kaiserin) de Vladimir Strijewski
- 1930 : Les Fontaines sacrées (Die heiligen drei Brunnen) de Mario Bonnard : Louis Ferrero[11]
- 1934 : L'Homme à l'oreille cassée de Robert Boudrioz : Garok[12]

### Scénariste
- 1926 : Michel Strogoff de Victor Tourjanski
- 1933 : L'Ordonnance de Victor Tourjanski
- 1934 : Volga en flammes de Victor Tourjanski

### Monteur
- 1933 : L'Ordonnance de Victor Tourjanski
- 1934 : La Bataille de Nicolas Farkas[13]
- 1935 : Les Yeux noirs de Victor Tourjanski
- 1937 : Le Mensonge de Nina Petrovna de Victor Tourjanki
- 1938 : Adrienne Lecouvreur de Marcel L'Herbier

### Assistant-réalisateur
- 1934 : Volga en flammes de Victor Tourjanski

### Maquilleur
- 1927 : Napoléon d'Abel Gance
- 1934 : Les Affaires publiques de Robert Bresson
- 1938 : Retour à l'aube d'Henri Decoin
- 1946 : Étoile sans lumière de Marcel Blistène
- 1946 : Martin Roumagnac de Georges Lacombe
- 1947 : La Fleur de l'âge de Marcel Carné
- 1948 : Les Parents terribles de Jean Cocteau
- 1951 : Identité judiciaire de Hervé Bromberger
- 1952 : Une fille sur la route de Jean Stelli
- 1953 : Grand Gala de François Campaux
- 1954 : Les Intrigantes de Henri Decoin
- 1954 : Sur le banc de Robert Vernay
- 1955 : Frou-Frou de Augusto Genina
- 1956 : Gervaise de René Clément
- 1956 : Le Tour du monde en 80 jours de Michael Anderson
- 1957 : L'Étrange Monsieur Steve de Raymond Bailly
- 1957 : Trois jours à vivre de Gilles Grangier
- 1958 : Échec au porteur de Gilles Grangier
- 1958 : Ascenseur pour l'échafaud de Louis Malle
- 1959 : 125, rue Montmartre de Gilles Grangier
- 1961 : Le Triomphe de Michel Strogoff de Victor Tourjanski
- 1967 : Les Aventuriers de Robert Enrico